# Tsa Yig
Le Tsa Yig (tibétain : བཅའ་ཡིག་, Wylie : bca' yig) est toute constitution monastique ou code de discipline morale basé sur des préceptes bouddhistes tibétains codifiés,. Chaque monastère et couvent tibétain avait son propre Tsa Yig et la variation du contenu de Tsa Yig montre un degré d'autonomie et de démocratie interne. 
Au Bhoutan, le Tsa Yig Chenmo (Dzongkha : བཅའ་ ཡིག་ ཆེན་ མོ་; Wylie : bca 'yig chen-mo ; "constitution, code of law" ) fait référence au code juridique édicté par le fondateur Shabdrung Ngawang Namgyal vers 1629. Avant que le Shabdrung n'adopte le Tsa Yig comme code juridique national, il avait établi le code comme loi des monastères de Ralung et Cheri en 1620. Le code décrit le régime spirituel et civil et prévoit des lois pour l'administration gouvernementale et pour la conduite sociale et morale. Les devoirs et vertus inhérents à la loi religieuse bouddhiste ( dharma) ont joué un rôle important dans le code juridique, qui est resté en vigueur jusqu'aux années 1960. 

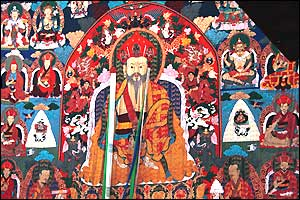
Shabdrung Ngawang Namgyal a institué le Tsa Yig et le Cho-sid-nyi (système dual) au Bhoutan.

Le Tsa Yig contenait les interdictions des «dix actes impies». Les interdictions comprenaient l'homicide, un crime puni par le paiement de l' argent du sang . Le vol et le vol de l'église ou des biens monastiques étaient indemnisables par des dommages ou un remboursement. Le Tsa Yig stipulait quatre-vingt-quatre remboursements en cas de vol des biens du roi et huit fois en cas de vol entre sujets. L'adultère est également passible d'amendes. Le mensonge était punissable par la mise à mort du contrevenant dans un temple et par l'invocation de divinités tutélaires et de dieux,. 
Le Tsa Yig contenait également des devoirs affirmatifs appelés «seize actes de piété sociale». Tous étaient tenus de considérer les parents avec respect et affection filiale, et les aînés avec respect. Tous devaient recevoir avec gratitude toute action aimable faite par d'autres à eux-mêmes. En outre, ils devaient éviter la malhonnêteté et le recours à de fausses mesures. C'étaient l'essence des "seize actes de piété sociale" du Tsa Yig,. 

## Voir également
- Double système de gouvernement
- Histoire du Bhoutan
- Loi au Bhoutan

## Remarques
1. ↑   (en) Lawrence Epstein, Reflections on Tibetan Culture : Essays in Memory of Turrell V. Wylie, Lewiston (N.Y.)/Queenston (Canada), E. Mellen Press, 1990, 205–214 p. (ISBN 0-88946-064-7, lire en ligne)
2. ↑   Central Asiatic Journal, vol. 43-44, O. Harrassowitz, 1999, 288–289 p. (lire en ligne)
3. ↑   (en) Lawrence Epstein, Reflections on Tibetan Culture : Essays in Memory of Turrell V. Wylie, Lewiston (N.Y.)/Queenston (Canada), E. Mellen Press, coll. « Studies in Asian Thought and Religion », 1990, 205 et seq. (ISBN 0-88946-064-7, lire en ligne)
4. ↑   (en) Kim Gutschow, Being a Buddhist nun : the struggle for enlightenment in the Himalayas, Cambridge (Mass.), Harvard University Press, 2004, 63, 191 (ISBN 0-674-01287-9, lire en ligne)
5. ↑   Geoffrey Samuel, Revisionings : New Understandings of Tibetan Buddhism and Indian Religion, Motilal Banarsidass, 2005, 384 p. (ISBN 81-208-2752-X, lire en ligne), p. 293
6. ↑  « Tibetan-English-Dictionary of Buddhist Teaching & Practice » [archive du 28 mars 2010], Diamond Way Buddhism Worldwide, Rangjung Yeshe Translations & Publications, 1996 (consulté le 1er janvier 2011)
7. ↑   (en) John Stewart (ed.) Bowman, Columbia Chronologies of Asian History and Culture, New York, Columbia University Press, 2000, 751 p. (ISBN 0-231-11004-9, lire en ligne), « Chapter XVIII – Bhutan », p. 385
8. ↑   Michael V. Aris, Bhutan – The Early History of a Himalayan Kingdom, Warminster, England, Aris & Phillips Ltd., 1979, 344 p. (ISBN 0-85668-082-6, lire en ligne), « Life of the Zhabs-Drung – Meditations and Travels », p. 215
9. ↑   (en) Robert L. Worden et Andrea Matles (ed.) Savada, Nepal and Bhutan : Country Studies, Washington, Federal Research Division, United States Library of Congress, 1991, 424 p. (ISBN 0-8444-0777-1, lire en ligne), « Chapter 6 – Bhutan: Theocratic Government, 1616–1907: Consolidation and Defeat of Tibetan Invasions, 1616–51 »
10. 1 2   J. Claude White, Sikhim & Bhutan : Twenty-One Years on the North-East Frontier, 1887–1908, New York, Longmans, Green & Co., 1909, 301–10 p. (lire en ligne), « Appendix I – The Laws of Bhutan »
11. 1 2  « Introduction to the Bhutanese Legal system » [archive du 26 avril 2011], The Royal Court of Justice Online, Royal Court of Justice (consulté le 10 février 2011)